# لینگ ما
لینگ ما (انگلیسی: Ling Ma؛ زادهٔ ۶ مه ۱۹۸۳) نویسنده، استاد اهل ایالات متحده آمریکا است.

## انفصال
رمان «انفصال» در سال ۲۰۱۸ منتشر شد و لینگ ما «انفصال» را رمانی آخرالزمانی نامیده‌است. داستانی دارد با پیش‌زمینه مهاجرت که کاندیس چن، زنی از نسل هزاره دوم روایت می‌کند. او در انتشاراتی که کتاب مقدس چاپ می‌کند مشغول است و وبلاگی برای خود دارد. چن یکی از ۹ نفر جان‌به‌دربرده از همه‌گیری تب در نیویورک در سال ۲۰۱۱ به‌شمار می‌آید. لینگ ما در این رمان جهانی را به تصویر می‌کشد که در آن زیرساخت‌ها ویران، اینترنت نابود و شبکه برق قطع شده‌است.
راوی داستان به گروهی می‌پیوندد که به مرکز خریدی در حومه شیکاگو سفر می‌کنند و قصد دارند در آن‌جا سکونت گزینند. آنان در طول سفر با مبتلایان به تب که موجوداتی معتاد عادتند روبرو می‌شوند. بیمارانی که تا لحظه مرگ از روال و عادت و حالت گذشته تقلید می‌کنند. آیا بازماندگان، تصادفی از بیماری مصون مانده‌اند یا برگزیدگان مشیت و هدایت الهی‌اند؟ کاندیس درمی‌یابد که باب، مرد مستبدی که در گذشته متخصص فناوری اطلاعات بوده، دینی جدید بنا نهاده که حفظ تعادل جمعیت افراد مصون، سخت‌گیرانه اعمال می‌شود. کاندیس منتظر فرصت است تا علیه او و آیینش بشورد.